# 美国国家医学院
美国国家医学院（英文：National Academy of Medicine），前称“医学研究院”（Institute of Medicine），是美国一个非盈利性的非政府组织，是美国国家学院下属的学院之一。美国国家医学院成立于1970年，独立于美国政府外运作，并向公众、决策者和各行业领导者提供有关科技和健康方面的客观建议。
美国国家医学院拥有2000余名院士，当选院士是美国医学领域的最高荣誉之一，每年定期由已当选院士投票确定新入选院士名单。
现任美国国家医学院院长是华裔医学家曹文凯。